# Tomás Róchez
Tomás Róchez Miguel (né le 1er octobre 1964 à Santa Fé au Honduras) est un joueur de football international hondurien, qui évoluait au poste de défenseur.

## Biographie

### Carrière en sélection
Avec l'équipe du Honduras, il a joué 25 matchs (pour un but inscrit) entre 1991 et 1994. 
Il figure notamment dans le groupe des sélectionnés lors des Gold Cup de 1991 et de 1993.
Il joue également 6 matchs comptant pour les tours préliminaires de la coupe du monde 1994.

## Palmarès
Honduras
- Gold Cup :
  - Finaliste : 1991